# Tętnica maciczna
Tętnica maciczna (łac. arteria uterina) – w anatomii człowieka tętnica występująca u kobiet, będąca jedną z największych gałęzi trzewnych tętnicy biodrowej wewnętrznej. Najczęściej samodzielnie odchodzi z pnia przedniego tętnicy biodrowej wewnętrznej poniżej tętnicy pępkowej oraz tętnicy zasłonowej, rzadko odchodzi wspólnie z innymi gałęziami trzewnymi. Jej odpowiednikiem u mężczyzn jest tętnica nasieniowodu.
W przebiegu tętnicy macicznej wyróżnia się trzy zasadnicze części:
- część zstępującą kierującą się zaotrzewnowo ku dołowi i do przodu wzdłuż ściany macicy,
- część poprzeczną biegnącą przyśrodkowo wzdłuż podstawy więzadła szerokiego macicy krzyżując moczowód,
- część wstępującą biegnącą wzdłuż brzegów macicy ku górze aż do podstawy więzadła właściwego jajnika.

Do gałęzi bocznych tętnicy macicznej zalicza się tętnicę pochwową odchodzącą w pobliżu skrzyżowania z moczowodem (mogącą także odchodzić bezpośrednio z tętnicy biodrowej wewnętrznej) i gałęzie maciczne (rami uterini) odchodzące z części wstępującej. Gałęziami końcowymi tętnicy macicznej są gałąź jajnikowa (ramus ovarius) oraz gałąź jajowodowa (ramus tubarius).
Tętnica maciczna zaopatruje przede wszystkim macicę, ale jej gałęzie uczestniczą także w odżywianiu jajowodu, jajnika oraz pochwy.